# La strada era bella
La strada era bella è il secondo album del gruppo musicale Ut, pubblicato nel 1976 per la Erre Records.

## Tracce
Lato A
1. La strada era bella
2. Camelot
3. Afrodite
4. Pace
5. Mars

Lato B
1. Homo
2. La Mia Vita
3. Morfeo
4. Trasmigrazione